# Proteuxoa goniographa
Proteuxoa goniographa là một loài bướm đêm thuộc họ Noctuidae. Nó được tìm thấy ở Queensland.